# Sir Nigel
Sir Nigel es una novela histórica de Sir Arthur Conan Doyle, publicada en 1906. Se sitúa en la Inglaterra medieval hacia al año 1350 y narra la vida de un joven noble de familia empobrecida, Nigel Loring, que gracias a su sentido del honor, valor y habilidad con las armas, logra llegar a transformarse en uno de los caballeros más famosos de su tiempo.
La narración es fiel al contexto histórico en que se desarrolla, aunque algunos hechos que se relatan trastocan el orden en que ocurrieron en la realidad por una cuestión de meses, según el mismo autor reconoce en la introducción de la obra.
Esta novela fue escrita con posterioridad a "La Compañía Blanca" (1891), del mismo autor, novela en que uno de sus protagonistas es también Sir Nigel, pero ya mayor.

## Argumento
La novela transcurre durante la Guerra de los Cien años donde Nigel Loring logra, pese a sus dificultades económicas, hacerse nombrar escudero del célebre caballero Sir John Chandos. Como tal, logra la primera de sus hazañas al capturar a un espía francés a quien promete respetar la vida. Esa promesa contraría el juramento previo del propio rey Eduardo III de ejecutar al espía en tanto fuese capturado, por lo que Nigel amenaza con suicidarse en caso de que su promesa al francés no fuera respetada. Finalmente el rey cede con indignación y el francés conserva la vida.

### Combate en el mar
Luego de este episodio, Nigel es enviado a una expedición en tierra francesa junto a las tropas de Sir Robert Knolles. En el paso del canal, la flota que llevaba a los ingleses a Francia entabla combate con una flota castellana (Batalla de Winchelsea, 29 de agosto de 1350), donde Nigel da nuevas muestras de valor asistiendo eficazmente al Príncipe Negro en su accionar.

### Captura de un nuevo amigo
Ya en tierra, Sir Robert Knolles comisiona a Nigel para que se encargue de neutralizar a un jinete francés que no les pierde pisada. Nigel, en su pesada armadura sale en persecución del jinete, pero pese a la fuerza de su caballo no logra acortar distancias con el jinete enemigo, que sin armadura puede mantener la distancia a voluntad merced a su menor peso. La situación parecía condenar la misión de Nigel al fracaso, cuando súbitamente el jinete francés es derribado de su montura por un grupo de desharrapados y gente baja de la zona. El francés pide ayuda a Nigel, ya que la solidaridad entre gente de nobleza ante enemigos considerados viles era costumbre en la época. Pese a la superioridad numérica de los atacantes, poco podían hacer ante un caballero en armadura, por lo que finalmente huyen, quedando el jinete francés como prisionero de Nigel y con quien traba amistad sincera.

### El barón de La Brohinière
Al regresar a su campo con su nuevo amigo y prisionero, Nigel se entera de que los ingleses han sido atacados por el traicionero barón de La Brohinière, aborrecido tanto por los propios franceses como por los ingleses. Ya que La Brohinière ha capturado algunos arqueros ingleses, los que seguramente serán ejecutados de las más crueles maneras según la costumbre del barón, Sir Robert Knolles ordena poner sitio al castillo del felón, en el cual Nigel actúa imprudentemente debido a su juventud y causa que el ataque a la fortaleza sea un fracaso y donde además perece su amigo francés, que lo asistía en el combate. Severamente reprendido por su superior, Nigel piensa en lo peor para él mismo y no ve más salida que la muerte, pero uno de los hombres de armas le comenta que ha descubierto un pasadizo al castillo, por lo que ambos forjan un plan para utilizarlo y entrar a la fortaleza subrepticiamente con un grupo de hombres escogidos. El plan tiene éxito y el castillo cae finalmente en manos inglesas, que liberan a sus compañeros, ajustician al barón y ensalzan a Nigel por su accionar valeroso.

### El combate de los Treinta de Ploermel
Luego de lo anterior, los ingleses se dirigen al castillo de Ploermel, ya en manos de un caballero inglés. Allí se preparan para atacar al castillo francés de Josselin, cuando les llega la noticia de que se ha firmado una tregua y que toda acción de armas contra los franceses queda prohibida bajo pena de muerte. Contrariados por esta situación, los ingleses reciben la inesperada visita del senescal de Josselin, Robert de Beaumanoir, que también contrariado por la tregua acude a sus enemigos con el fin de planear alguna forma de establecer combate sin violar los términos del pacto. Deciden que la única forma de hacerlo sería una disputa por lavar alguna afrenta personal en la que participara un grupo de hombres seleccionados por cada bando que acompañarían a los caballeros ofendidos en pos de recuperar el honor mancillado. El señor de Beaumanoir, solicita por azar que sea Nigel quien lo ofenda para crear el pretexto de la pelea. Nigel entonces introduce uno de sus dedos en la copa de vino del francés, y marca con vino el dorso de la mano de Beaumanoir "haced de cuenta que ha sido en vuestro rostro" le dice, con lo que el francés elogia la cortesía y moderación de Nigel por no cometer alguna indignidad mayor para lograr el pretexto buscado. Así, se entabla la lucha (Combate de los Treinta), donde los franceses resultan victoriosos con Nigel gravemente herido.

### Poitiers
Luego de un año de recuperación en Ploermel, Nigel es nombrado senescal del castillo de Vannes y enviado luego a una misión agresiva al interior de Francia junto al Príncipe Negro. Estas correrías concluyen con la Batalla de Poitiers, donde Nigel, sin darse cuenta, descabalga y consigue la rendición en combate del propio rey Juan, que una vez capturado por otros reconoce en Nigel su verdadero vencedor. Así, Nigel es nombrado caballero por el Príncipe Negro y regresa a Inglaterra a casarse con su amada Lady Mary, antes inalcanzable por su condición de noble empobrecido.
- Datos: Q1963997
- Multimedia: Sir Nigel / Q1963997